# Organización Armada Nacional
La Organización Militar Nacional (en polaco: Narodowa Organizacja Wojskowa, NOW) fue uno de los movimientos de resistencia polacos en la Segunda Guerra Mundial. Creado en octubre de 1939, no se fusionó con el Servicio para la Victoria de Polonia (SZP)/Unión de Lucha Armada (ZWZ); más tarde Armia Krajowa (AK). Sin embargo, reconoció al gobierno polaco en el exilio, que se encontraba en Londres. La Organización Armada Nacional estaba políticamente relacionada con el Partido Nacional (SN). En 1942/1943 se dividió en dos partes; uno se fusionó con el Armia Krajowa, mientras que otro formó las Fuerzas Armadas Nacionales (NSZ). Después del alzamiento de Varsovia, la mayoría de los miembros de la NOW formaron la Unión Militar Nacional (NZW).

## Historia
El 13 de octubre de 1939, pocos días después del final de la invasión conjunta alemana y soviética de Polonia, tuvo lugar en Varsovia una reunión de líderes del Partido Nacional. Durante la reunión se creó una organización militar denominada Ejército Nacional. Posteriormente, cambió el nombre a Organización Armada del Partido Nacional (Organizacja Wojskowa Stronnictwa Narodowego), luego pasó a denominarse Unidades Armadas Nacionales (Narodowe Oddzially Wojskowe), para finalmente denominarse Organización Armada Nacional (Narodowa Organizacja Wojskowa) (desde el 1 de julio de 1941).
La NOW fue supervisada política, financiera y personalmente por el Departamento Militar del Partido Nacional. Al mismo tiempo, disponía de una amplia autonomía en cuanto a su estructura, inteligencia y formación. Su primer comandante planificado fue el general Marian Januszajtis-Zegota, pero fue arrestado por la NKVD en Lwów, el 27 de octubre de 1939. Dadas las circunstancias, la NOW estaba al mando del coronel Aleksander Demidowicz-Demidecki. En diciembre de 1939, Demidecki abandonó la Polonia ocupada y fue reemplazado por el coronel Boleslaw Kozubowski.
A fines de 1940 y 1941, la Gestapo llevó a cabo arrestos masivos de miembros del Partido Nacional en la Pequeña Polonia, Pomerelia y Varsovia. Después de esto, el partido tuvo que recrear sus estructuras agotadas, y en septiembre de 1941, el nuevo líder del SN, Stefan Sacha, nombró al coronel Jozef Rokicki nuevo comandante de la NOW. En la primavera de 1942, varias unidades de la NOW, principalmente de Varsovia y Radom, decidieron convertirse en parte del Ejército Nacional y, en mayo de 1942, Stefan Sacha se puso en contacto con el general Stefan Rowecki y discutió con él la fusión de las dos organizaciones. Como resultado, el 23 de agosto de 1942 se firmó un acuerdo y en noviembre de 1942 se completó la fusión. Varios miembros de la NOW, encabezados por August Michalowski, no estuvieron de acuerdo. La organización se dividió en dos partes: una se unió al Ejército Nacional, mientras que la otra continuó con actividades independientes. La nueva NOW estaba encabezado por el coronel Ignacy Oziewicz y estaba dividido en cinco distritos: Radom, Kielce, Częstochowa, Podlasie, Lublin y Łódź. En 1942, el nuevo NOW se fusionó con la Unión de los Lagartos, creando las Fuerzas Armadas Nacionales (Narodowe Sily Zbrojne, NSZ).
En 1942, antes de la división, la NOW tenía unos 80.000 miembros, principalmente en la Gran Polonia, la Pequeña Polonia y Mazovia. Tenía sus propias unidades guerrilleras, bajo líderes como Franciszek Przysiezniak, Jozef Czuchra, Leon Janio y Jozef Zadzierski. La organización, sin embargo, concentró sus esfuerzos en la inteligencia y la captura de agentes y colaboradores alemanes. Se recolectaron armas y municiones para el futuro levantamiento, se creó un sistema de comunicación, se distribuyó prensa clandestina. Hubo varias acciones de sabotaje, y para rescatar judíos, la NOW cooperó con otras organizaciones. Unos 1.500 soldados de la NOW lucharon en el alzamiento de Varsovia.

## Estructura
- Comandante en Jefe de la NOW
- Sede de la NOW
- 1.º Departamento (Organizacional),
- 2.º Departamento (Inteligencia),
- 3.º Departamento (Entrenamiento y Operaciones),
- 4.º Departamento (Abastecimiento),
- 5.º Departamento (Comunicaciones),
- Oficina Central de Propaganda,
- Servicios Sanitarios,
- Organización Armada Nacional Femenina (desde 1942).

## Distritos
Hasta mediados de 1941, el NOW estaba dividido en 14 distritos:
- Varsovia - Ciudad
- Varsovia - Terreno
- Radom
- Kielce
- Lublin
- Rzeszow (también llamado Área Industrial Central),
- Białystok
- Cracovia
- Czestochowa
- Lwów (desde junio de 1943)
- Podlasie
- Lodz
- Poznan
- Pomorze y Kujawy